# Spoorlijn Gudmont - Rimaucourt
De Spoorlijn Guë - Menaucourt was een Franse spoorlijn van Gudmont-Villiers naar Rimaucourt. De lijn was 21,0 km lang.

## Geschiedenis
De spoorlijn werd door de Société générale des chemins de fer économiques geopend op 1 juli 1887. In 1939 werd het reizigersverkeer opgeheven. Het gedeelte  tussen Bettaincourt-Roches en Rimaucourt werd gesloten op 1 januari 1950. Het gedeelte tussen Gudmont en Bettaincourt-Roches een half jaar later op 1 juli 1950.

## Aansluitingen
In de volgende plaatsen was er een aansluiting op de volgende spoorlijnen:
Gudmont
RFN 020 000 tussen Blesme-Haussignémont en Chaumont
Rimaucourt
RFN 026 000, spoorlijn tussen Bologne en Pagny-sur-Meuse